# La Paloma (Texas)
La Paloma è un census-designated place degli Stati Uniti d'America, situato nella contea di Cameron dello Stato del Texas. Fa parte dell'area metropolitana di Brownsville–Harlingen. La Paloma significa "la colomba" in spagnolo.

## Geografia fisica
La Paloma è situata a 26°02′55″N 97°40′01″W (26.048605, -97.667017).
Secondo lo United States Census Bureau, ha un'area totale di 0,3 miglia quadrate (0,78 km²).

## Società

### Evoluzione demografica
Secondo il censimento del 2000, c'erano 354 persone, 93 nuclei familiari, e 83 famiglie residenti nella città. La densità di popolazione era di 1.371,4 persone per miglio quadrato (525,7/km²). C'erano 108 unità abitative a una densità media di 418,4 per miglio quadrato (160,4/km²). La composizione etnica della città era formata dal 38,14% di bianchi, il 55,65% di altre razze, e il 6,21% di due o più etnie. Ispanici o latinos di qualunque razza erano il 92,09% della popolazione.
C'erano 93 nuclei familiari di cui il 48,4% avevano figli di età inferiore ai 18 anni, il 71,0% erano coppie sposate conviventi, il 10,8% aveva un capofamiglia femmina senza marito, e il 9,7% erano non-famiglie. Il 7,5% di tutti i nuclei familiari erano individuali e il 4,3% aveva componenti con un'età di 65 anni o più che vivevano da soli. Il numero di componenti medio di un nucleo familiare era di 3,81 e quello di una famiglia era di 4,01.
La popolazione era composta dal 35,0% di persone sotto i 18 anni, il 12,7% di persone dai 18 ai 24 anni, il 26,6% di persone dai 25 ai 44 anni, il 16,7% di persone dai 45 ai 64 anni, e il 9,0% di persone di 65 anni o più. L'età media era di 26 anni. Per ogni 100 femmine c'erano 102,3 maschi. Per ogni 100 femmine dai 18 anni in giù, c'erano 93,3 maschi.
Il reddito medio di un nucleo familiare era di 12.162 dollari, e quello di una famiglia era di 12.162 dollari. I maschi avevano un reddito medio pro capite di 11.912 dollari contro i 0 dollari delle femmine. Il reddito medio pro capite era di 5.354 dollari. Circa il 54,8% delle famiglie e il 65,2% della popolazione erano sotto la soglia di povertà, incluso il 91,2% di persone sotto i 18 anni e nessuno di 65 anni o più.